# Agrotis heterochroma
Agrotis heterochroma är en fjärilsart som beskrevs av Max Wilhelm Karl Draudt 1924. Agrotis heterochroma ingår i släktet Agrotis och familjen nattflyn. Inga underarter finns listade i Catalogue of Life.